# Ambrose Lake, Thunder Bay
Ambrose Lake är en sjö i Kanada.   Den ligger i Thunder Bay District och provinsen Ontario, i den sydöstra delen av landet, 900 km väster om huvudstaden Ottawa. Ambrose Lake ligger 345 meter över havet. Arean är 0,22 kvadratkilometer. Den sträcker sig 0,6 kilometer i nord-sydlig riktning, och 1,2 kilometer i öst-västlig riktning.
I omgivningarna runt Ambrose Lake växer i huvudsak blandskog. Trakten runt Ambrose Lake är nära nog obefolkad, med mindre än två invånare per kvadratkilometer.